# ستانلي جي باين
ستانلي جي. باين (بالإنجليزية: Stanley Payne)‏ هو مؤرخ أمريكي، ولد في 9 سبتمبر 1934 في دينتون في الولايات المتحدة.

## وصلات خارجية
- ستانلي جي باين على موقع IMDb (الإنجليزية)